# Litokoala
Litokoala és un gènere de marsupial extint, del qual s'han trobat fòssils a Austràlia. Juntament amb Nimiokoala i les espècies extintes del gènere Phascolarctos, és el parent més proper del coala d'avui en dia. Es creu que tenia una mida de la meitat de la del coala actual.